# Cœuvres-et-Valsery
Cœuvres-et-Valsery é uma comuna francesa na região administrativa de Altos da França, no departamento de Aisne. Estende-se por uma área de 12,52 km². Em 2010 a comuna tinha 444 habitantes (densidade: 35,5 hab./km²).